# Мусоргський (фільм)
«Мусоргський» (рос. «Мусоргский») — російський радянський повнометражний кольоровий художній фільм про російського композитора Модесте Петровиче Мусоргськом (1839—1881), поставлений на Кіностудії «Ленфільм» в 1950 році режисером Григорієм Рошалем.
Прем'єра фільму в СРСР відбулося 27 листопада 1950 року.

## Зміст
Історія життя і творчих пошуків знаменитого російського композитора Модеста Мусоргського. Фільм розповість про його зв'язки з групою найшанованіших на той час музичних постановників і про перший гучний успіх на сцені Маріїнського театру. Опера «Борис Годунов» назавжди вписала ім'я Мусоргського в золоту книгу російського мистецтва.

## Ролі
- Олександр Борисов — Модест Петрович Мусоргський
- Микола Черкасов — Володимир Стасов
- Володимир Балашов — Милій Балакірєв
- Андрій Попов — Микола Римський-Корсаков
- Юрій Леонідов — Олександр Бородін
- Бруно Фрейндліх — Цезар Кюї
- Федір Никітин — Олександр Даргомижський
- Любов Орлова — Юлія Федорівна Платонова
- Лідія Штикан — Олександра Пургольд
- Валентина Ушакова — Надія Пургольд
- Георгій Орлов — Осип Петров
- Віктор Морозов — Іван Мельников
- В. Беззубенко — юродивий
- Василь Софронов — Дормидонт Іванович
- Лідія Сухаревська — Велика княгиня Олена Павлівна
- Костянтин Адашевський — Ржевський
- Лев Фенін — Карцев
- Григорій Шпігель — фон Мец
- Георгій Георгіу — Гагин
- Олександра Васильєва — мати Мусоргського

- У титрах не вказані:
- Ігор Дмитрієв — епізод
- Іван Дмитрієв — співак Маріїнки, виконавець ролі Лжедмитрія
- Микола Дмитрієв — епізод
- Рем Лебідєв — Ілля Репін
- Є. Никітина — няня
- Манефа Соболевська — курсистка
- Павло Суханов — епізод
- Микола Трофимов — студент

## Знімальна група
- Сценарій — Анни Абрамової, Григорія Рошаля
- Постановка — Григорія Рошаля
- Режисер — Геннадій Казанський
- Оператори — Мойсей Магід, Лев Сокальський
- Художники-постановники — Микола Суворов, Абрам Векслер
- Костюми — Євгенії Словцовой
- Музична редакція і музика до фільму — Дмитра Кабалевського
- Звукооператор — Арнольд Шаргородський
- Художник-гример — Василь Ульянов
- Монтаж — Валентини Миронової
- Другий режисер — Еміль Галь
- Другий оператор — Євген Кирпичов
- Асистент режисера — Катерина Сердечкова
- Комбіновані зйомки:
Оператор — Георгій Шуркін
Художник — Михайло Кроткін
- Оркестр Ленінградського академічного театру опери та балету ім. С. М. Кірова
Диригент — Борис Хайкін
- Директор картини — Іван Провоторов

## Нагороди
- Основні творці фільму удостоєні Сталінської премії першого ступеня за 1950 рік. Лауреати премії: Г.Рошаль, А.Абрамова, А.Борисов, Н.Черкасов, В.Балашов, Ф.Никітин, Л.Сухаревська, М.Магід, Л.Сокольський, Н.Суворов, А.Шаргородський (1951).
- На IV-му Міжнародному кінофестивалі в Каннах, Франція (1951) художникам Н.Суворову і А.Векслеру присуджено премію за найкращі декорації.